# Makedonska folkrörelsen
Makedonska folkrörelsen, Narodno dviženje za Makedonija (NDM) är ett politiskt parti i Nordmakedonien.
NDM har, i de senaste makedonska parlamentsvalen, ingått i de segrande valallianserna VRMO-LPM-koalitionen (2006) och  För ett bättre Makedonien (2008).